# Seleção Indonésia de Futebol
A Seleção Indonésia de Futebol representa a Indonésia nas competições de futebol da FIFA. Foi fundada em 1930 quando ainda era uma colônia neerlandesa e foi a primeira seleção asiática a disputar uma Copa do Mundo, em 1938. Filiou-se à FIFA como Indonésia em 1952. Manda seus jogos no Bung Karno Stadium.
Embora o futebol seja um esporte muito popular na Indonésia, após a Copa do Mundo de 1938 a seleção nunca mais conseguiu se firmar no cenário mundial. Mesmo na Copa da Ásia, o país não conseguiu resultados expressivos.
Em 1958 disputaram Eliminatórias da Copa pela primeira vez como Indonésia, entretanto sofreram uma punição da FIFA devido à recusa da federação em jogar contra Israel, rival histórico no aspecto étnico e político. Os indonésios ficaram sem participar das eliminatórias até 1974, quando foram autorizados a retornarem.
Devido à paixão dos indonésios pelo futebol e o desenvolvimento gradual do esporte, mesmo que longe das grandes potências futebolísticas asiáticas e acumulando resultados negativos nas eliminatórias, têm-se a esperança de dias melhores.

## Copa do Mundo de 1938
Disputou a Copa de 1938 como Índias Holandesas, ainda uma colônia dos Países Baixos, tendo sido até hoje o único país a disputar uma Copa antes de se tornar uma nação independente. Convidada a participar pela FIFA, não disputou eliminatórias, pois o Japão, a quem deveria enfrentar pela vaga no torneio, desistiu. Foi a única seleção dentre todas que já disputaram Copas do Mundo de Futebol que jogou uma única partida em Copas, a derrota para a Hungria.
- Indonésia 0 – 6  Hungria

O futebol não era muito desenvolvido, mas podemos salientar que sua primeira partida internacional acontecera apenas 4 anos antes, diante do Japão, com vitória por 7 a 1 em Manila, nas Filipinas. A sua participação serviu como porta de entradas de seleções asiáticas na competição.

## Desempenho em Copas do Mundo
- 1930 e 1934: Não se inscreveu.
- 1938: Oitavas-de-final (jogou como Índias Orientais Neerlandesas)
- 1950: Desistiu.
- 1954: Não se inscreveu.
- 1958: Desistiu durante as eliminatórias.
- 1962: Desistiu.
- 1966 e 1970: Não se inscreveu.
- 1974 a 2014: Não se classificou.
- 2018: Desclassificada das eliminatórias e suspensa pela FIFA após interferências do governo na Federação.
- 2022: Não se classificou.

## Desempenho em Copas da Ásia
- 1956 a 1964: Desistiu
- 1968 a 1992: Não se classificou
- 1996: Primeira fase
- 2000: Primeira fase
- 2004: Primeira fase
- 2007: Primeira fase
- 2011 a 2015: Não se classificou
- 2019: Desclassificada das eliminatórias e suspensa pela FIFA após interferências do governo na Federação.
- 2023: Oitavas-de-final

## Títulos
- Jogos do Sudeste Asiático - 1987
- Jogos do Sudeste Asiático - 1991

## Estatísticas
- Atualizado até 13 de fevereiro de 2024[carece de fontes?]

Jogadores em negrito ainda em atividade pela Seleção Indonésia.